# Кросс-Сити (Флорида)
Кросс-Сити (англ. Cross City) — небольшой город (таун), расположенный в округе Дикси (штат Флорида, США) с населением в 1775 человек по статистическим данным переписи 2000 года. Является административным центром округа Дикси.

## География
По данным Бюро переписи населения США, Кросс-Сити имеет общую площадь в 4,92 км², водных ресурсов в черте населённого пункта не имеется.
Город Кросс-Сити расположен на высоте 12 м над уровнем моря.

## Демография
По данным переписи населения 2000 года в Кросс-Сити проживало 1775 человек, 478 семей, насчитывалось 686 домашних хозяйств и 799 жилых домов. Средняя плотность населения составляла около 360,77 чел./км². Расовый состав населённого пункта распределился следующим образом: 70,48 % белых, 27,27 % — чёрных или афроамериканцев, 0,17 % — коренных американцев, 0,56 % — азиатов, 0,11 % — выходцев с тихоокеанских островов, 1,41 % — представителей смешанных рас, Испаноговорящие составили 0,51 % от всех жителей.
Из 686 домашних хозяйств в 34,5 % воспитывали детей в возрасте до 18 лет, 44,2 % представляли собой совместно проживающие супружеские пары, в 21,9 % семей женщины проживали без мужей, 30,3 % не имели семей. 27,0 % от общего числа семей на момент переписи жили самостоятельно, при этом 15,7 % составили одинокие пожилые люди в возрасте 65 лет и старше. Средний размер домашнего хозяйства составил 2,51 человек, а средний размер семьи — 3,04 человек.
Население города по возрастному диапазону по данным переписи 2000 года распределилось следующим образом: 30,3 % — жители младше 18 лет, 8,2 % — между 18 и 24 годами, 23,7 % — от 25 до 44 лет, 20,1 % — от 45 до 64 лет и 17,7 % — в возрасте 65 лет и старше. Средний возраст жителей составил 35 лет. На каждые 100 женщин в Кросс-Сити приходилось 84,5 мужчин, при этом на каждые сто женщин 18 лет и старше приходилось 78,2 мужчин также старше 18 лет.
Средний доход на одно домашнее хозяйство составил 20 081 доллар США, а средний доход на одну семью — 28 884 доллара. При этом мужчины имели средний доход в 26 419 долларов США в год против 18 684 доллара среднегодового дохода у женщин. Доход на душу населения составил 20 081 доллар в год. 20,3 % от всего числа семей в населённом пункте и 27,2 % от всей численности населения находилось на момент переписи населения за чертой бедности, при этом 33,9 % из них были моложе 18 лет и 29,1 % — в возрасте 65 лет и старше.